# Wetherby (film)
Pour l’article homonyme, voir Wetherby.
Pour plus de détails, voir Fiche technique et Distribution.
Wetherby est un film britannique réalisé par David Hare, sorti en 1985.

## Fiche technique
- Titre : Wetherby
- Réalisation : David Hare
- Scénario : David Hare
- Production : Simon Relph
- Musique : Nick Bicât
- Photographie : Stuart Harris
- Montage : Chris Wimble
- Pays de production : Royaume-Uni
- Format : Couleurs - Stéréo
- Genre : Drame
- Durée : 102 minutes
- Date de sortie : 1985

## Distribution
- Vanessa Redgrave : Jean Travers
- Ian Holm : Stanley Pilborough
- Judi Dench : Marcia Pilborough
- Stuart Wilson : Mike Langdon
- Tim McInnerny : John Morgan
- Suzanna Hamilton : Karen Creasy
- Tom Wilkinson : Roger Braithwaite
- Marjorie Yates : Verity Braithwaite
- Joely Richardson : Jeune Jean Travers

## Distinctions
- Ours d'or au festival de Berlin.